# 이호석 (1822년)
이호석(李鎬奭, 아명 이석준(李奭俊), 1822년 3월 16일 ~ 1888년 2월 10일)은 조선의 감역(監役)을 지낸 인물로 대한제국 제22대 내각총리대신인 이완용의 친아버지이다.

## 생애
이호석(李鎬奭)은 1822년 3월 16일 당시에 경기도 광주부 낙생면 백현리에서 아버지 이질(李耋)의 아들로 태어났다. 
이호석(李鎬奭)은 어렸을 때부터 이석준(李奭俊)으로 불렸으며 어느날 자식이 없던 이규(李圭)의 양자로 들어가게 되면서 성장 후 이호석(李鎬奭)으로 개명하였다.
이호석(李鎬奭)은 말년이 되고 나서 조선에서 감역(監役)을 지내왔으며 의붓아버지인 이규(李圭)의 배움에 큰 도움이 되었다. 
이호석(李鎬奭)은 얼마후 신석우(辛錫祐)의 딸인 영산 신씨를 만나 결혼하였고 슬하의 2남 3녀를 두었으나 그중 차남이 이완용이었다.
이호석(李鎬奭)은 이완용에게 많은 교육을 시켰으며 1867년 32촌 지간에 감찰공파(監察公派) 후손인 이호준(李鎬俊)이 찾아와 이완용을 양자로 데려가겠다는 제안을 하게 되고 그때부터 이호석(李鎬奭)은 그 제안을 받아주었다.
그후 이호석(李鎬奭)은 차남인 이완용이 없어지고 훗날 부인과 다른 자식들과 함께 지내왔으며 그일로부터 소식이 거의 없었으나 몇년 후에 손주들을 보았을 것이다.
이후 이호석(李鎬奭)은 별다른 행적은 없었고 언제까지 살았는지는 제대로 알 수 없으나 사실상 족형인 이호준(李鎬俊)이 1901년 2월 28일에 사망하였다면 이호석(李鎬奭)은 1888년 2월 10일에 이호준보다 먼저 사망했을 가능성이 있다.

## 가계
- 증조할아버지: 이뢰(李耒, 1733~1756) - 명릉참봉(明陵參奉), 이조참판(吏曹參判)을 증직.
- 증조할머니: 해평윤씨(海平尹氏, 1732~1809) - 홍문관교리(弘文館校理) 윤득경(尹得敬, 1702~1742)의 딸. 1726년 진사, 1736년 문과
- 친할아버지: 이광엽(李光燁)
- 의붓아버지: 이규(李圭)
- 친아버지: 이질(李耋)
- 친어머니: 미상
- 배우자: 영산 신씨(1827~1893)
- 장인어른: 신석우(辛錫祐)
- 장남: 이면용(李冕用, 1843~?) - 1885년 진사. 정릉 영(靖陵令)
- 손자: 이학구(李鶴九, 1862~?) - 1891년 진사. 건원릉(健元陵)·현릉(顯陵)·목릉(穆陵)·휘릉(徽陵)·숭릉(崇陵)·혜릉(惠陵)·원릉(元陵)·수릉(綏陵)·경릉(景陵) 참봉(參奉)
- 손자: 이인구(李麟九, 1867~?) - 1894년 진사. 공릉(恭陵)·순릉(順陵)·영릉(永陵) 참봉
- 차남: 이완용(李完用, 1858~1926)
- 손자: 이승구(李升九, 1880~1909)
- 손부: 임건구(任乾九, ?~?) - 풍천임씨(豊川任氏) 임대준[2](任大準, 1857~?)의 딸.
- 증손자(양자): 이병길(李丙吉, 1905~1950) - 동경 천단미술학교(東京川端美術學校) 졸업. 일본 궁내성(宮內省) 식부직(式部職) 역임. 중추원 참의. 남작 작위를 승계. 친일반민족행위자. 생부 이항구(李恒九).
- 증손부: 이병전(李丙田) - 전주이씨(全州李氏) 이인영(李仁榮)의 장녀
- 현손자: 이윤형(李允衡) - 대한사격연맹 사무국장
- 손자: 이항구(李恒九, 1881~1945) - 관직은 이왕직 차관에 이르렀으며, 남작 작위를 받음
- 손부: 김진구(金鎭九, ?~1933) - 안동김씨(安東金氏) 김문규(金文圭)의 딸
- 증손자: 이병길(李丙吉, 출계)
- 증손자: 이병희(李丙喜, 출계)
- 증손자: 이병주(李丙周, 1913~?) - 동경 학습원고등과(東京學習院高等科) 졸업. 남작 작위를 승계. 1962년 일본으로 밀항 후 일본에 귀화하여 일본국적 취득.
- 현손자: 이석형
- 증손자: 이병철(李丙喆) - 동경 학습원중등과(東京學習院中等科) 졸업, 삼성 창업주 이병철(李秉喆, 1910~1987)과 다른 사람.
- 증손녀: 이병오(李丙吾) - 동경여자실천학교(東京女子實踐學校)
- 손녀: 요절.
- (친)족숙: 이해(李垓)
- 족형: 이호준(李鎬俊, 1821∼1901) - 1864년 문과, 판중추부사. 시호는 충익(忠翼). 이완용의 의붓아버지.

| 흥선대원군 (興宣大院君) (운현궁 가계도) | 흥선대원군 (興宣大院君) (운현궁 가계도) | 흥선대원군 (興宣大院君) (운현궁 가계도) | 흥선대원군 (興宣大院君) (운현궁 가계도) | 흥선대원군 (興宣大院君) (운현궁 가계도) | 흥선대원군 (興宣大院君) (운현궁 가계도) |                 |                 |                 |                 |                 |                 |                 |                 |                                      |                                      |                                      |                                      | 이호준 (李鎬俊)                      | 이호준 (李鎬俊)                      | 이호준 (李鎬俊) | 이호준 (李鎬俊) | 이호준 (李鎬俊) | 이호준 (李鎬俊) |                                                                     |                                                                     |                                                                     |                                                                     |                                                                     |                                                                     |  |  |                 |                 |                 |                 |                 |                 |                 |                 |                 |                 |                 |                 | 조병익 (趙秉翼) | 조병익 (趙秉翼) | 조병익 (趙秉翼) | 조병익 (趙秉翼) | 조병익 (趙秉翼) | 조병익 (趙秉翼) |                 |                 |                 |                 |                 |                 |  |  |  |  |  |  |  |  |  |  |  |  |  |  |  |  |
| 흥선대원군 (興宣大院君) (운현궁 가계도) | 흥선대원군 (興宣大院君) (운현궁 가계도) | 흥선대원군 (興宣大院君) (운현궁 가계도) | 흥선대원군 (興宣大院君) (운현궁 가계도) | 흥선대원군 (興宣大院君) (운현궁 가계도) | 흥선대원군 (興宣大院君) (운현궁 가계도) |                 |                 |                 |                 |                 |                 |                 |                 |                                      |                                      |                                      |                                      | 이호준 (李鎬俊)                      | 이호준 (李鎬俊)                      | 이호준 (李鎬俊) | 이호준 (李鎬俊) | 이호준 (李鎬俊) | 이호준 (李鎬俊) |                                                                     |                                                                     |                                                                     |                                                                     |                                                                     |                                                                     |  |  |                 |                 |                 |                 |                 |                 |                 |                 |                 |                 |                 |                 | 조병익 (趙秉翼) | 조병익 (趙秉翼) | 조병익 (趙秉翼) | 조병익 (趙秉翼) | 조병익 (趙秉翼) | 조병익 (趙秉翼) |                 |                 |                 |                 |                 |                 |  |  |  |  |  |  |  |  |  |  |  |  |  |  |  |  |
|                                         |                                         |                                         |                                         |                                         |                                         |                 |                 |                 |                 |                 |                 |                 |                 |                                      |                                      |                                      |                                      |                                      |                                      |                 |                 |                 |                 |                                                                     |                                                                     |                                                                     |                                                                     |                                                                     |                                                                     |  |  |                 |                 |                 |                 |                 |                 |                 |                 |                 |                 |                 |                 |                 |                 |                 |                 |                 |                 |                 |                 |                 |                 |                 |                 |  |  |  |  |  |  |  |  |  |  |  |  |  |  |  |  |
| 이씨(李氏)                              | 이씨(李氏)                              | 이씨(李氏)                              | 이씨(李氏)                              | 이씨(李氏)                              | 이씨(李氏)                              |                 |                 |                 |                 |                 |                 | 이윤용 (李允用) | 이윤용 (李允用) | 이윤용 (李允用)                      | 이윤용 (李允用)                      | 이윤용 (李允用)                      | 이윤용 (李允用)                      |                                      |                                      |                 |                 |                 |                 | 이완용 (李完用) 이호석(李鎬奭)의 차남으로 출생 이호준의 아들로 입적 | 이완용 (李完用) 이호석(李鎬奭)의 차남으로 출생 이호준의 아들로 입적 | 이완용 (李完用) 이호석(李鎬奭)의 차남으로 출생 이호준의 아들로 입적 | 이완용 (李完用) 이호석(李鎬奭)의 차남으로 출생 이호준의 아들로 입적 | 이완용 (李完用) 이호석(李鎬奭)의 차남으로 출생 이호준의 아들로 입적 | 이완용 (李完用) 이호석(李鎬奭)의 차남으로 출생 이호준의 아들로 입적 |  |  |                 |                 |                 |                 | 조씨(趙氏)      | 조씨(趙氏)      | 조씨(趙氏)      | 조씨(趙氏)      | 조씨(趙氏)      | 조씨(趙氏)      |                 |                 |                 |                 |                 |                 |                 |                 | 조민희 (趙民熙) | 조민희 (趙民熙) | 조민희 (趙民熙) | 조민희 (趙民熙) | 조민희 (趙民熙) | 조민희 (趙民熙) |  |  |  |  |  |  |  |  |  |  |  |  |  |  |  |  |
| 이씨(李氏)                              | 이씨(李氏)                              | 이씨(李氏)                              | 이씨(李氏)                              | 이씨(李氏)                              | 이씨(李氏)                              |                 |                 |                 |                 |                 |                 | 이윤용 (李允用) | 이윤용 (李允用) | 이윤용 (李允用)                      | 이윤용 (李允用)                      | 이윤용 (李允用)                      | 이윤용 (李允用)                      |                                      |                                      |                 |                 |                 |                 | 이완용 (李完用) 이호석(李鎬奭)의 차남으로 출생 이호준의 아들로 입적 | 이완용 (李完用) 이호석(李鎬奭)의 차남으로 출생 이호준의 아들로 입적 | 이완용 (李完用) 이호석(李鎬奭)의 차남으로 출생 이호준의 아들로 입적 | 이완용 (李完用) 이호석(李鎬奭)의 차남으로 출생 이호준의 아들로 입적 | 이완용 (李完用) 이호석(李鎬奭)의 차남으로 출생 이호준의 아들로 입적 | 이완용 (李完用) 이호석(李鎬奭)의 차남으로 출생 이호준의 아들로 입적 |  |  |                 |                 |                 |                 | 조씨(趙氏)      | 조씨(趙氏)      | 조씨(趙氏)      | 조씨(趙氏)      | 조씨(趙氏)      | 조씨(趙氏)      |                 |                 |                 |                 |                 |                 |                 |                 | 조민희 (趙民熙) | 조민희 (趙民熙) | 조민희 (趙民熙) | 조민희 (趙民熙) | 조민희 (趙民熙) | 조민희 (趙民熙) |  |  |  |  |  |  |  |  |  |  |  |  |  |  |  |  |
|                                         |                                         |                                         |                                         |                                         |                                         |                 |                 |                 |                 |                 |                 |                 |                 |                                      |                                      |                                      |                                      |                                      |                                      |                 |                 |                 |                 |                                                                     |                                                                     |                                                                     |                                                                     |                                                                     |                                                                     |  |  |                 |                 |                 |                 |                 |                 |                 |                 |                 |                 |                 |                 |                 |                 |                 |                 |                 |                 |                 |                 |                 |                 |                 |                 |  |  |  |  |  |  |  |  |  |  |  |  |  |  |  |  |
|                                         |                                         |                                         |                                         |                                         |                                         |                 |                 |                 |                 |                 |                 |                 |                 |                                      |                                      |                                      |                                      |                                      |                                      |                 |                 |                 |                 |                                                                     |                                                                     |                                                                     |                                                                     |                                                                     |                                                                     |  |  |                 |                 |                 |                 |                 |                 |                 |                 |                 |                 |                 |                 |                 |                 |                 |                 |                 |                 |                 |                 |                 |                 |                 |                 |  |  |  |  |  |  |  |  |  |  |  |  |  |  |  |  |
|                                         |                                         |                                         |                                         |                                         |                                         | 이명구 (李明九) | 이명구 (李明九) | 이명구 (李明九) | 이명구 (李明九) | 이명구 (李明九) | 이명구 (李明九) |                 |                 |                                      |                                      | 이승구 (李升九)                      | 이승구 (李升九)                      | 이승구 (李升九)                      | 이승구 (李升九)                      | 이승구 (李升九) | 이승구 (李升九) |                 |                 | 임걸귀                                                              | 임걸귀                                                              | 임걸귀                                                              | 임걸귀                                                              | 임걸귀                                                              | 임걸귀                                                              |  |  |                 |                 | 이항구 (李恒九) | 이항구 (李恒九) | 이항구 (李恒九) | 이항구 (李恒九) | 이항구 (李恒九) | 이항구 (李恒九) |                 |                 | 김진구 (金鎭九) | 김진구 (金鎭九) | 김진구 (金鎭九) | 김진구 (金鎭九) | 김진구 (金鎭九) | 김진구 (金鎭九) |                 |                 | 조중수 (趙重壽) | 조중수 (趙重壽) | 조중수 (趙重壽) | 조중수 (趙重壽) | 조중수 (趙重壽) | 조중수 (趙重壽) |  |  |  |  |  |  |  |  |  |  |  |  |  |  |  |  |
|                                         |                                         |                                         |                                         |                                         |                                         | 이명구 (李明九) | 이명구 (李明九) | 이명구 (李明九) | 이명구 (李明九) | 이명구 (李明九) | 이명구 (李明九) |                 |                 |                                      |                                      | 이승구 (李升九)                      | 이승구 (李升九)                      | 이승구 (李升九)                      | 이승구 (李升九)                      | 이승구 (李升九) | 이승구 (李升九) |                 |                 | 임걸귀                                                              | 임걸귀                                                              | 임걸귀                                                              | 임걸귀                                                              | 임걸귀                                                              | 임걸귀                                                              |  |  |                 |                 | 이항구 (李恒九) | 이항구 (李恒九) | 이항구 (李恒九) | 이항구 (李恒九) | 이항구 (李恒九) | 이항구 (李恒九) |                 |                 | 김진구 (金鎭九) | 김진구 (金鎭九) | 김진구 (金鎭九) | 김진구 (金鎭九) | 김진구 (金鎭九) | 김진구 (金鎭九) |                 |                 | 조중수 (趙重壽) | 조중수 (趙重壽) | 조중수 (趙重壽) | 조중수 (趙重壽) | 조중수 (趙重壽) | 조중수 (趙重壽) |  |  |  |  |  |  |  |  |  |  |  |  |  |  |  |  |
|                                         |                                         |                                         |                                         |                                         |                                         |                 |                 |                 |                 |                 |                 |                 |                 |                                      |                                      |                                      |                                      |                                      |                                      |                 |                 |                 |                 |                                                                     |                                                                     |                                                                     |                                                                     |                                                                     |                                                                     |  |  |                 |                 |                 |                 |                 |                 |                 |                 |                 |                 |                 |                 |                 |                 |                 |                 |                 |                 |                 |                 |                 |                 |                 |                 |  |  |  |  |  |  |  |  |  |  |  |  |  |  |  |  |
|                                         |                                         |                                         |                                         |                                         |                                         |                 |                 |                 |                 |                 |                 |                 |                 |                                      |                                      |                                      |                                      |                                      |                                      |                 |                 |                 |                 |                                                                     |                                                                     |                                                                     |                                                                     |                                                                     |                                                                     |  |  |                 |                 |                 |                 |                 |                 |                 |                 |                 |                 |                 |                 |                 |                 |                 |                 |                 |                 |                 |                 |                 |                 |                 |                 |  |  |  |  |  |  |  |  |  |  |  |  |  |  |  |  |
|                                         |                                         |                                         |                                         |                                         |                                         | 이병태 (李丙台) | 이병태 (李丙台) | 이병태 (李丙台) | 이병태 (李丙台) | 이병태 (李丙台) | 이병태 (李丙台) |                 |                 | 이병길 (李丙吉) 이승구의 아들로 입적 | 이병길 (李丙吉) 이승구의 아들로 입적 | 이병길 (李丙吉) 이승구의 아들로 입적 | 이병길 (李丙吉) 이승구의 아들로 입적 | 이병길 (李丙吉) 이승구의 아들로 입적 | 이병길 (李丙吉) 이승구의 아들로 입적 |                 |                 | 이병희 (李丙喜) | 이병희 (李丙喜) | 이병희 (李丙喜)                                                     | 이병희 (李丙喜)                                                     | 이병희 (李丙喜)                                                     | 이병희 (李丙喜)                                                     |                                                                     |                                                                     |  |  | 이병주 (李丙周) | 이병주 (李丙周) | 이병주 (李丙周) | 이병주 (李丙周) | 이병주 (李丙周) | 이병주 (李丙周) |                 |                 | 이병철 (李丙喆) | 이병철 (李丙喆) | 이병철 (李丙喆) | 이병철 (李丙喆) | 이병철 (李丙喆) | 이병철 (李丙喆) |                 |                 | 이병오 (李丙吾) | 이병오 (李丙吾) | 이병오 (李丙吾) | 이병오 (李丙吾) | 이병오 (李丙吾) | 이병오 (李丙吾) |                 |                 |  |  |  |  |  |  |  |  |  |  |  |  |  |  |  |  |